# Mídia Ninja
Mídia Ninja  es un medio de comunicación independiente y autogestionado que fue conformado por jóvenes activistas brasileños a partir de 2011 como alternativa a la prensa tradicional. Alcanzó gran popularidad y reconocimiento con motivo de las protestas en Brasil de 2013 contra la corrupción política, el incremento en el transporte público, la visita de Francisco (Papa) y las controvertidas inversiones de cara a la Copa Mundial de Fútbol 2014.
La particularidad de este nuevo “periodismo ciudadano” es la difusión de contenido a través de redes sociales como Twitter o Facebook y específicamente, la realización de transmisiones por Internet en tiempo real, y sin interrupciones a través de telefonía móvil 3G.

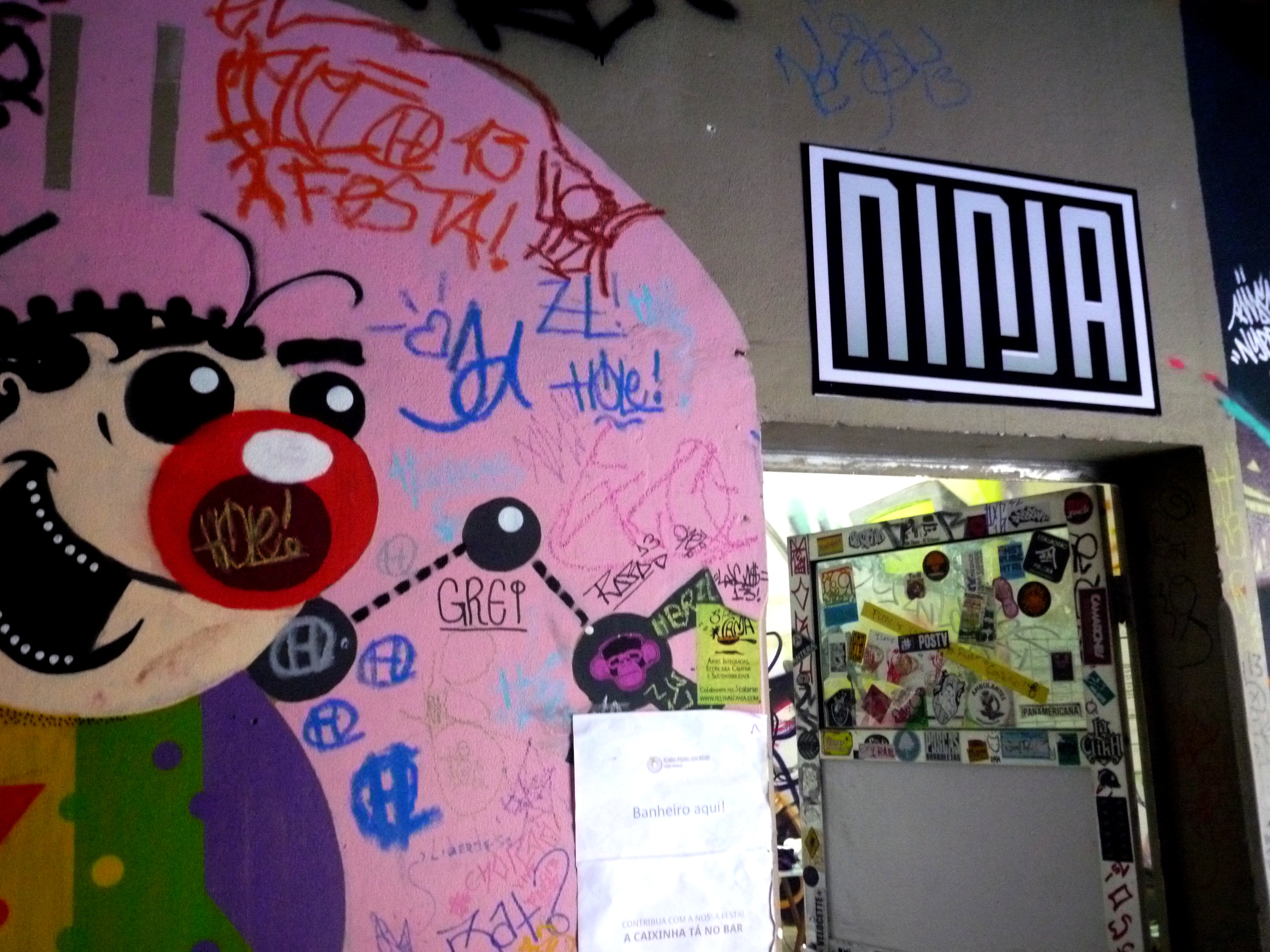
sede Mídia Ninja São Paulo

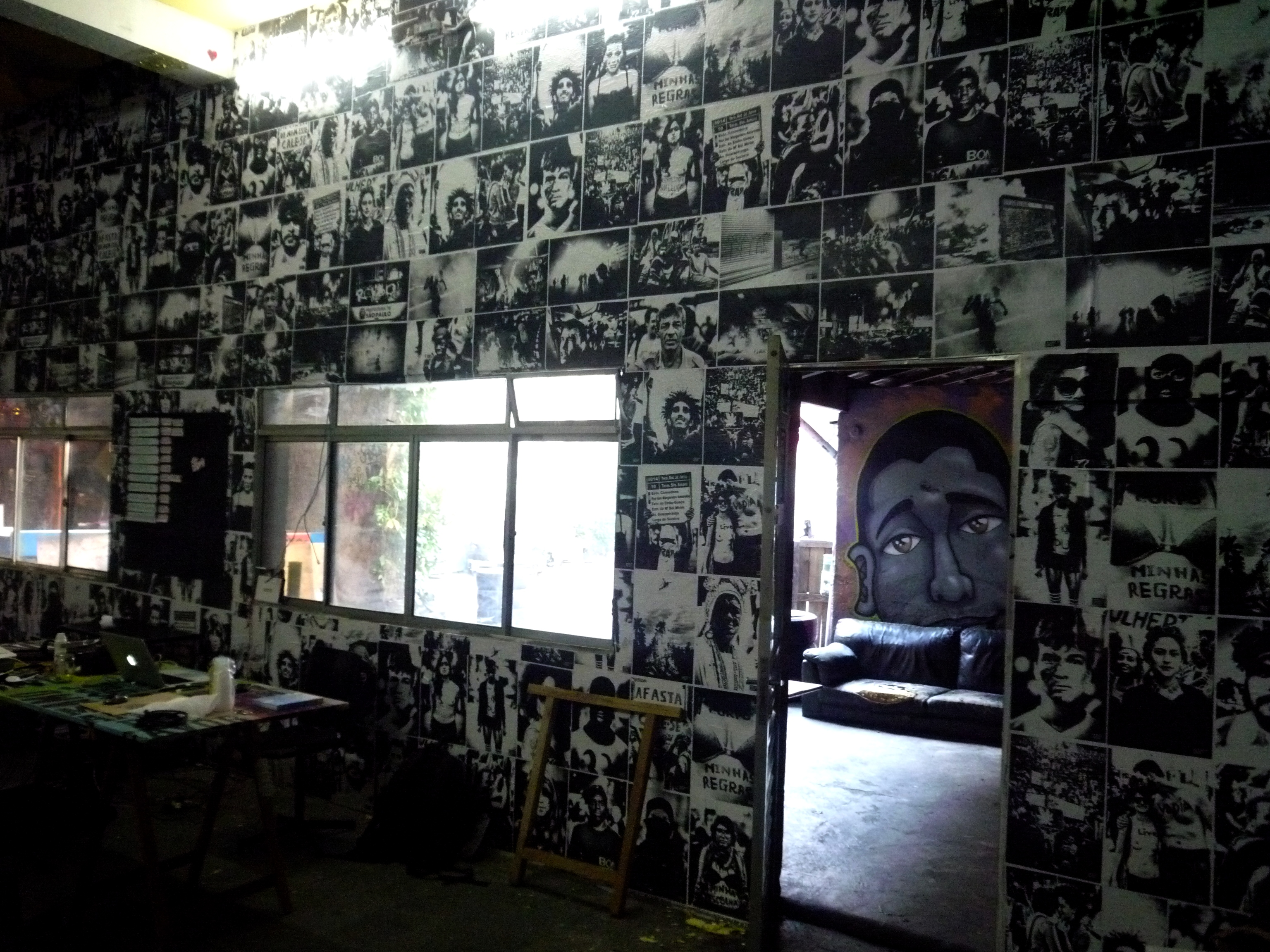
instalaciones Mídia Ninja en casa Fora do Eixo São Paulo

## Historia
Mídia Ninja surgió en junio de 2011, a través de PósTV, el medio de comunicación digital del circuito cultural Fora do Eixo, organización brasileña surgida en 2005 con el propósito de romper con la hegemonía de la producción y difusión cultural y promover la circulación de artistas independientes y talentos emergentes fuera de sus ciudades de origen. Los miembros FDE (Fora Do Eixo) trabajan horizontalmente, en comunidad y con dedicación exclusiva; utilizan formas alternativas basadas en el trueque, el intercambio de favores y la economía solidaria. Poseen sus propias monedas sociales o complementarias (como el cubo) desafiando al sistema monetario oficial convencional. Solamente en el año 2011, desde FDE se repartieron 80 millones de tarjetas que fueron intercambiadas por productos y servicios ofrecidos por la red de participantes y por las bandas. FDE aglutina a más de 2.000 gestores distribuidos en 200 ciudades en las 27 provincias de Brasil; anualmente lleva a cabo alrededor de 6000 espectáculos en todo el país y está en contacto con colectivos en 15 países tales como Argentina, Colombia, Venezuela, México y Cabo Verde.

## Actualidad
La popularidad de Mídia Ninja se acrecentó a finales del mes de julio de 2013 con motivo de la visita de Francisco (Papa) a Río de Janeiro por la XXVIII Jornada Mundial de la Juventud. Aprovechando la visita del Pontífice, durante aquellos días se produjeron multitud de manifestaciones ciudadanas que denunciaban abusos policiales (como el Caso Amarildo), reclamaban más inversión en salud y educación y exigían la renuncia del gobernador Sérgio Cabral Filho acusándolo de tener vínculos con empresarios corruptos y utilizar helicópteros del gobierno para transportar a miembros de su familia.
La noche del martes 23 de julio, el reportero ninja Felipe Peçanha (conocido como “Carioca”) fue detenido arbitrariamente por la policía militar de Río de Jaineiro cuando se encontraba cubriendo junto a algunos compañeros las protestas originadas en las inmediaciones del Palacio Guanabara (sede del gobierno estatal) acusado de “incitar a la violencia”. Tras dos horas de espera, y apoyo multitudinario de manifestantes, fue liberado. Este hecho fue repudiado por la Asociación Brasileña de Periodismo de Investigación (Abraji).
Mídia Ninja tiene actualmente más de 224 mil seguidores en Facebook  y 24 mil en Twitter, cifras que aumentan a diario y suman cientos de colaboradores en todo el país que transmiten desde sus celulares vía TwitCasting materiales en crudo, sin cortes ni edición.

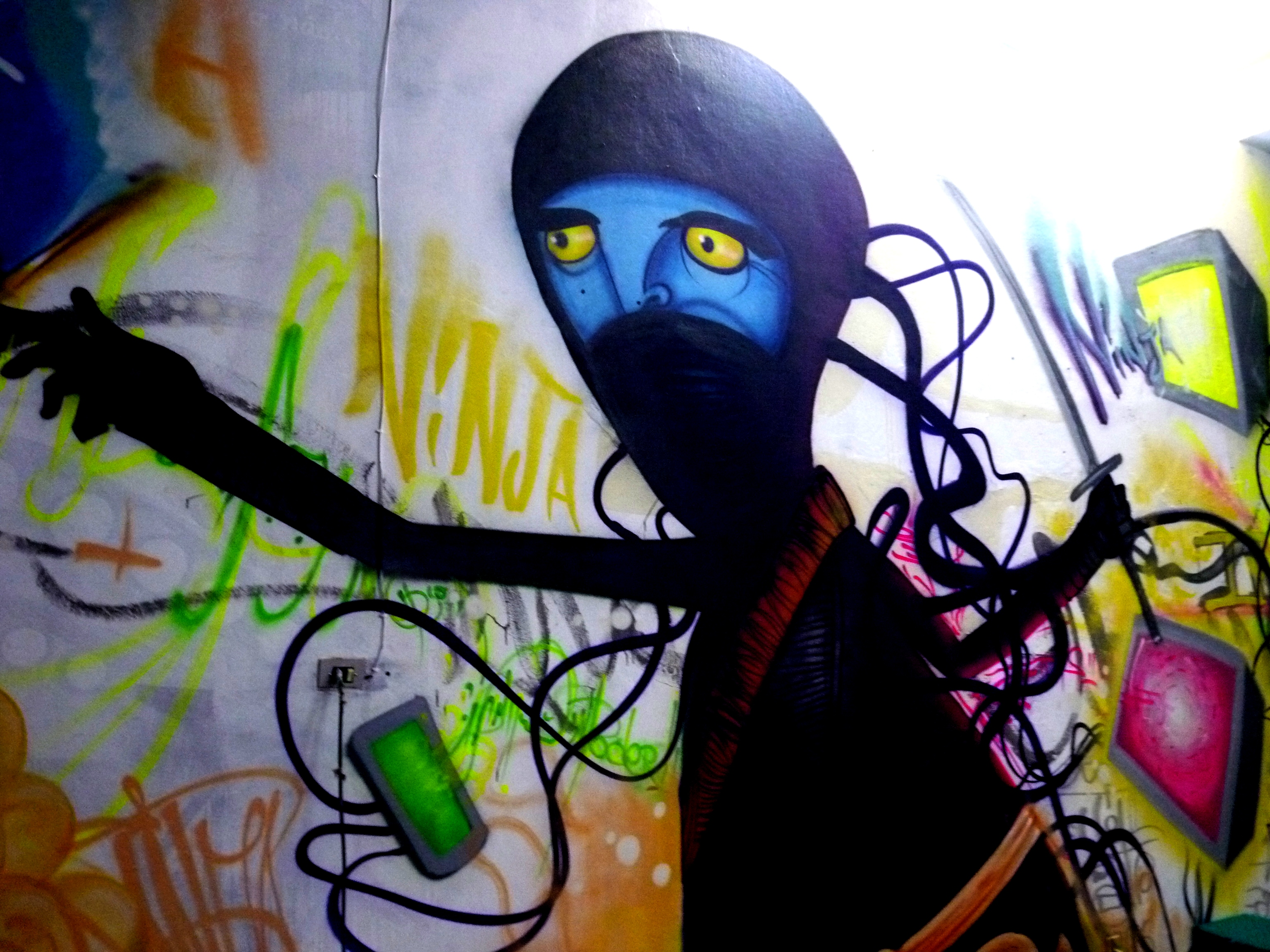
Grafiti Ninja

En los últimos meses, algunos de los integrantes de Mídia Ninja como el periodista Bruno Torturra o el productor cultural y líder de FDE Pablo Capilé (ambos creadores e impulsores del fenómeno Mídia Ninja) se han tenido que enfrentar ante los medios de comunicación tradicionales brasileños para dar cuenta de su actividad y así legitimarla como la que se produjo en Roda Viva el 5 de agosto de 2013.
Desde la Comisión de Educación, Cultura y Deportes y la de Derechos Humanos y Legislación Participativa, se ha programado para el próximo 3 de diciembre de 2013 una audiencia pública para discutir el papel de FdE y Mídia Ninja y debatir acerca del papel de Internet sobre las nuevas formas de organización social basada en la colaboración.
En agosto de 2016, se reveló que los Medios Ninja recibieron financiamiento millonario del inversor George Soros. El periodista Bruno Garschagen, escribiendo para el diario O Globo, se pregunta si la financiación iría contra las declaraciones de "medios independientes" del grupo.